# Migos
 Denne artikel bør gennemlæses af en person med fagkendskab for at sikre den faglige korrekthed.

Migos var en amerikansk rapgruppe, som blev grundlagt i 2009 i Lawrenceville i Georgia.
Quavo, Takeoff og Offset er alle tre vokset op i Lawrenceville, Georgia. 

## Medlemmer
Der er tre medlemmer i gruppen. 
- Quavo, født Quavious Keyate Marshall.
- Takeoff, født Kirshnik Khari Ball.
- Offset, født Kiari Kendrell Cephus.

## Karriere
Gruppen har blandt andet haft hits som "Bad and Boujee" (ft. Lil Uzi Vert). 
Gruppen har udgivet tre album under eget navn. Den har også været med på et album udgivet af deres placeselskab Quality Control med titlen  Quality Control: Control the Streets Vol. 1, hvor de medvirker på "Too Hotty" og andre sange.

## Andre sammenhænge
Quavo laver meget musik med andre kunstnere og har været med i sange med DJ Khaled, Justin Bieber mm. Offset har været en del af albummet Without Warning sammen med rapperne 21 savage og Metro Boomin, mens Takeoff primært arbejder i Migos.
Quavo er med i sangen Ice Tray hvor han disser rapperen Joe Budden.

## Diskografi
- Yung Rich Nation (2015)
- Culture (2017)
- Culture II (2018)